# Feniramin
Feniramín je antihistaminik, zaviralec histaminskega receptorja H1, s spazmolitičnim in nekoliko manj poudarjenim sedativnim delovanjem.  Spada med učinkovine prve generacije H1-antagonistov, strukturno pa sodi med derivate alkilamina.

## Mehanizem delovanja
Kot drugi predstavniki iz skupine zdravil zaviralcev histaminskega receptorja H1 feniramin zavira histaminske receptorje H1, tako da se nanje ne more vezati histamin. Z vezavo na receptor H1 histamin namreč sproži številne fiziološke in patološke odzive v različnih tkivih in celicah in je deluje kot posrednik vnetja in alergijskih bolezni. Sproži vazodilatacijo, kontrakcijo (pokrčenje) gladkih mišic v dihalih in prebavilih, povzroči srbenje, in, na primer, kihanje po stimulaciji senzoričnega živca. Učinkovine iz prve generacije H1-antagonistov pa izražajo tudi zaviralne učinke na  muskarinske, serotoninske in α-adrenergične receptorje.

## Indikacije
Feniramin (v obliki maleata) je primarno indiciran pri alergijskih stanjih, kot so alergija, angioedem, astma, konjunktivitis, dermatitis, ekcem, seneni nahod, rinitis, koprivnica, ter pri vrtoglavici.

## Neželeni učinki
Pojavijo se lahko naslednji neželeni učinki: zaprtje, zastajanje seča, živčnost, suha usta, zamegljen vid, omotica, tahikardija, drhtenje, mišična oslabelost, utrujenost, sedacija, motnje koordinacije ...
Pojavi se lahko tudi preobčutljivostna reakcija na feniramin. Pride lahko do simptomov, kot so koprivnica, težave z dihanjem, izpuščaj, otekanje jezika, žrela, ustnic in ust. V primeru takih simptomov je treba poiskati zdravniško pomoč.

## Stereoizomerizem
Pheniramine vsebuje stereocenter in je sestavljen iz dveh enantiomerov. To je racemat, tj. Zmes 1: 1 ("R") in oblika ("S"):
| Enantiomeri feniriamina | Enantiomeri feniriamina |
| ----------------------- | ----------------------- |
| CAS-Nummer: 56141-72-1  | CAS-Nummer: 23201-92-5  |